# Carlotta Ferrari
Pour les articles homonymes, voir Ferrari.
Carlotta Ferrari, née le 27 janvier 1837 à Lodi et morte le 22 novembre 1907 à Bologne, est une compositrice italienne connue pour ses opéras.

## Biographie
Carlotta Ferrari est née à Lodi, Italie. Elle étudie le chant et le piano au conservatoire Giuseppe Verdi de Milan avec Giuseppina Strepponi. Elle est aussi l'élève d'Alberto Mazzucato et Pozzini.
Carlotta Ferrari écrit son premier opéra Ugo à l'âge de vingt ans. Face à un manque d'intérêt et un mépris du fait de son genre, elle lève des fonds pour la première production publique de son opéra à Lecco et le dirige elle-même. Après la réussite de sa Messe en 1868, le gouvernement lui commande un Requiem pour l'anniversaire de la mort du roi Charles Albert. L'œuvre sera exécutée à Turin le 22 juillet 1868. En avril 1875, Ferrari devient professeur honoraire de composition à l'Académie Philharmonique de Bologne, sur la recommandation d'Ambroise Thomas.
En plus des chansons et des opéras, elle publie une autobiographie et une œuvre en prose et en vers de quatre volumes intitulée Versi e prose à Bologne entre 1878 et 1882.
Elle meurt à Bologne,.

## Œuvres
Carlotta Ferrari a composé des opéras et des cantates et a été considérée comme un maître du canon. Elle a entre autres composé :
- 1857 : Ugo, opéra créé le 24 juillet 1857 au théâtre de Sainte-Radegonde à Milan
- 1866 : Sofia, opéra créé à Milan
- 1868 : Messe
- 1868 : Requiem, créé le 22 juillet 1868 à Turin
- 1871 : Eleonora d'Arborea, opéra créé à Milan
- Une cantate
- Six canons à trois voix et piano
- Douze canons à trois voix, publiés chez Breitkopf & Härtel
- Six mélodies en forme de canon, publiées chez Ricordi
- Non t'accostare all'urna, texte de Jacopo Vittorelli